# آینالو (خداآفرین)
روستای گردشگری آینالو (Aynalu)، آینالی (Aynali) در گویش محلی،  واقع در شهرستان خداآفرین ( از شهرستان‌های استان آذربایجان شرقی) از معدود مناطق کشور است که طبیعت زیبای آن دست نخورده باقی است. این روستا دارای اقلیمی معتدل و کوهستانی، در فاصله ۵۵ کیلومتری ناحیه شمال غربی شهر کلیبر و در ۱۵ کیلومتری روستای عاشقلو (ساحل ارس) قرار دارد. کمپ گردشگری آینالو تحت نظر سازمان محیط زیست شهرستان خداآفرین توسط اهالی روستا اداره می‌شود.

## وجه تسمیه
نام روستای آینالو برگرفته از نام نوعی تفنگ سرپر است که ظاهرا آینه داشت (در کتب تاریخ ارامنه هم این تفنگ با نام اختصاری آینالی (Այնալի) آورده شده است). این روستا به ساخت این تفنگ‌ در منطقه شهرت داشت. در یک دوره تعدادی از این تفنگ‌ها برای امیر ارشد در روستای آبخواره شهرستان ورزقان ارسال شد. بنایی هم توسط خانواده ارمنی تومانیان در دوران قاجار توسط فرزندان هاراتون و هم‌زمان با عمارت وینق در سال ۱۹۰۷ میلادی ساخته شد. نمونه این بنا در سایر نقاط هم ساخته شده بود و صحت و سقم مطلب زیر باید بررسی شود: ظاهرا قصر به خاطر سقف فلزی مانند آینه‌ای نور را منعکس می‌کرده‌ است و مردم، که  برای اولین بار شاهد چنین سقفی می‌شدند، آن را آئینه لو نامیده‌اند. در حال حاضر تنها دیوارهای عمارت سالم مانده‌ است.

## عمارت آینالو
در منطقه بکر و حفاظت شده جنگل‌های ارسباران، در منطقه آینالو و در مجاورت روستای آینالو، بر فراز کوهی، عمارتی زیبا بنا شده که با توجه به شیوه معماری و ساختمان‌سازی آن این بنا متعلق به عهد قاجار است و توسط  تاجر معروف ارمنی دوران قاجار، طومانیاس ساخته شده‌است. شکوه و زیبایی ساختمان، معماری و هنر ایرانی در امر ساختمان‌سازی را به نمایش می‌گذارد که چگونه سال‌ها پیش با آن وسایل و ابزار ساده اینچنین بنای باشکوه و باعظمتی را خلق کرده‌اند.

## مناطق اطراف آینالو
این محدوده بخش بسیار کوچکی از منطقه ۸۰ هزار هکتاری حفاظت شده ارسباران می‌باشد که از شمال غربی به روستای وایقان و از جنوب شرقی به روستاهای بالان و بهروز منتهی می‌شود.

## آب وهوای آینالو
آب و هوای آن در فصل بهار و تابستان مطبوع و دلپذیر و دارای پاییز و زمستان سرد اما با منظره ای زیبا می‌باشد.

## گردشگری در آینالو
آینالو منطقه کوهستانی و جنگلی سر سبزی می‌باشد و دارای طبیعت زیبایی است که نیازمند توجه و نگهداری گردشگران می‌باشد و دور تا دور ده‌ها هکتار از جنگل‌های واقع  در این منطقه توسط سازمان حفاظت از محیط زیست تور سیمی کشیده شده که به محلی برای نگهداری چندین گوزن جهت دید عموم و تکثیر و  رهاسازی در کل منطقه و طرح احیای نسل مارال تبدیل گشته است و منطقه جنگلی آینالو در حقیقت منطقه نگهداری مارال‌ها و آهوهای وحشی است.
با گذشت این سال‌ها از آغاز طرح احیای نسل مارال در جنگل‌های حفاظت‌شده آینالو هم اینک این گونه جانوری به لحاظ تعداد و از نظر احیای ژنتیکی شرایط قابل قبولی دارد که در ابتدا ۵/۳ هکتار از اراضی روستای آینالو حصار‌کشی شد تا به عنوان محل قرنطینهٔ انتقال مارال مورد استفاده قرار گیرد اما اکنون به دلیل افزایش جمعیت گله، محدوده‌ای به وسعت ۱۸۰ هکتار پذیرای بیش از ۲۶ رأس مارال است که آرزوی زندگی دوباره مارال‌ها را در جنگل‌های ارسباران محقق کرده‌است.
از دیگر جاذبه‌های این منطقه سه نقطه از توابع شهرستان کلیبر است که از پتانسیل‌های گردشگری بالایی برخوردار می‌باشد. این سه مکان، که در مجاورت جاده کلیبر-عاشقلو (مسیر عباس‌آباد-  آینالو- وایان) قرار گرفته‌اند، عبارتند از  قلعه بابک، دره مکیدی و آینالو. آینالو در بکرترین قسمت از بخش‌های جنگلی ارسباران قرار گرفته‌است. این جنگل‌ها، به دلیل عدم حفاظت صحیح و احیانا تغییرات آب و هوایی، در حال حاضر به صورت پراکنده  به  شهرستان‌های کلیبر، جلفا، ورزقان و اهر محدود می‌شود. ویژگی مشخصه محدوده آینالو تعدد روزهای مه آلود است. به لطف همین شرایط خاص جنگل انبوه، علیرغم سطح نسبتاً پایین بارندگی (۴۵۰-۶۰۰ میلیمتر)، توانسته است از طریق بارش مخفی (مه-بارش) شکل بگیرد.